# Sloup se sochou svatého Václava (Dřevěnice)
Sloup s pískovcovou sochou svatého Václava od neznámého umělce se nalézá od roku 1724  v centru obce Dřevěnice v okrese Jičín.

## Popis
Sloup se sochou svatého Václava stojí na podstavci skládajícím se ze tří schodů. Samotná socha světce v životní velikosti s andílkem stojícím u světcovy levé nohy je umístěna na hranolovitém dříku ozdobeném ze stran volutami a zakončeném profilovanou římsou. Na přední straně dříku se nalézá reliéf zavraždění sv. Václava ve Staré Boleslavi. 
Sloup se sochou byl v roce 2010 restaurován.